# زاغی‌های سبز
زاغی‌های سبز (نام علمی: Cissa) نام یک سرده از تیره کلاغان است.

## گونه‌ها
- زاغی سبز معمولی (Cissa chinensis)
- زاغی سبز هندوچین (Cissa hypoleuca)
- زاغی سبز جاوه (Cissa thalassina)
- زاغی سبز بورنئو (Cissa jefferyi)